# سایوز تی‌ام‌ای-۲ام
سایوز-تی‌ام‌ای-۲ام (به روسی: Союз )(به معنای اتحاد) یک مأموریت سرنشین دار سازمان ملی فضانوردی روسیه به سمت ایستگاه فضایی بین‌المللی محسوب می‌شود.

این مأموریت دومین مأموریت آزمایش فضاپیمای نسل جدید سایوزTMA-M محسوب می‌شود. همچنین فضاپیمای این مأموریت وظیفه ارسال و بازگرداندن تعدادی از فضانوردان گروه اعزامی ۲۸ و گروه اعزامی ۲۹ را نیز بر عهده داشت.

## خدمه مأموریت
| نام             | ملیت                | تعداد پرواز | نقش عملیاتی | تصویر |
| سرگئی ولکوف     | روسیه               | ۲           | فرمانده     |       |
| ساتوشی فروکت. ا | ژاپن                | ۱           | مهندس پرواز |       |
| مایکل ئی. فوسام | ایالات متحده آمریکا | ۳           | مهندس پرواز |       |

## نگارخانه

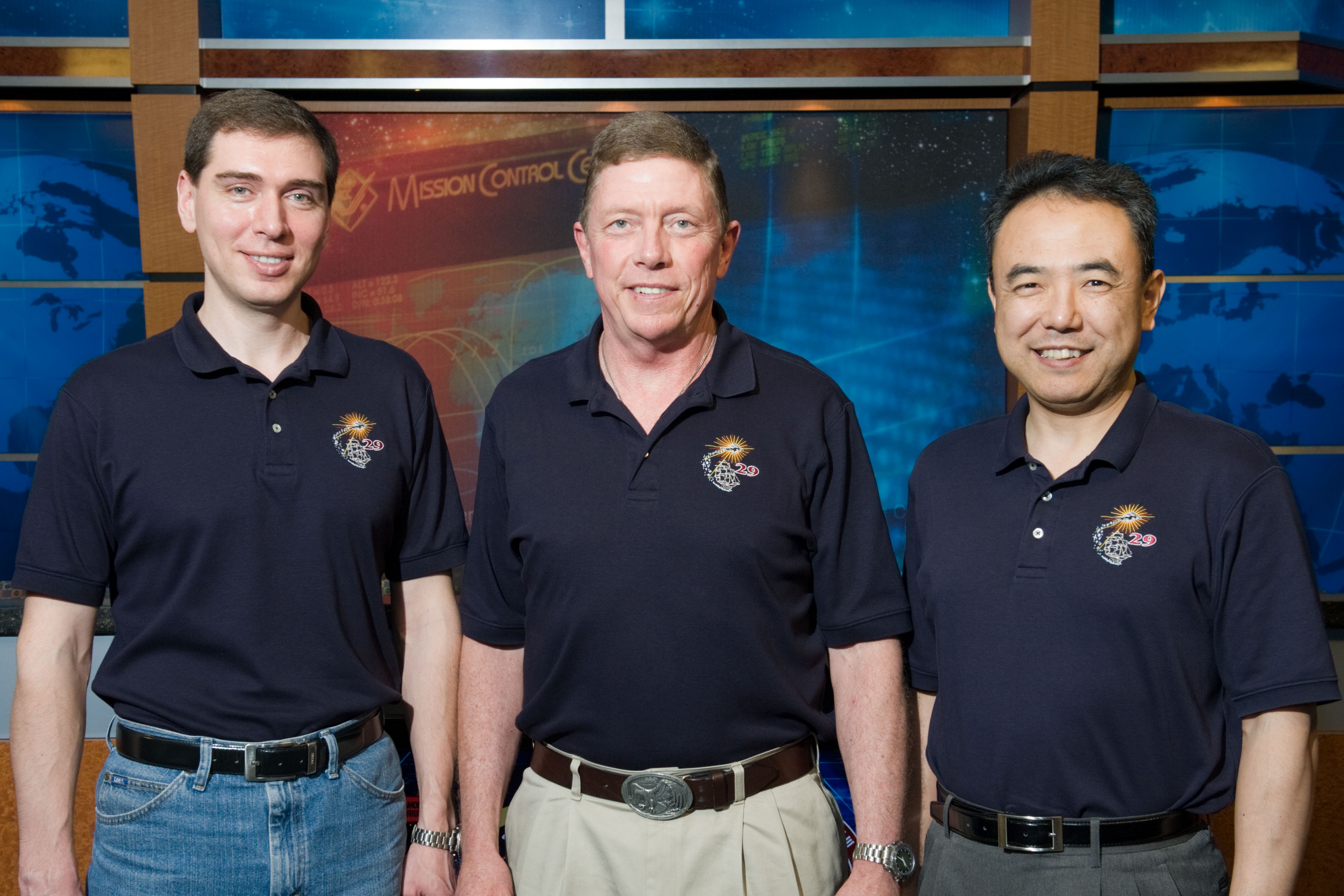
فضانوردان تی‌ام‌ای-۲ام
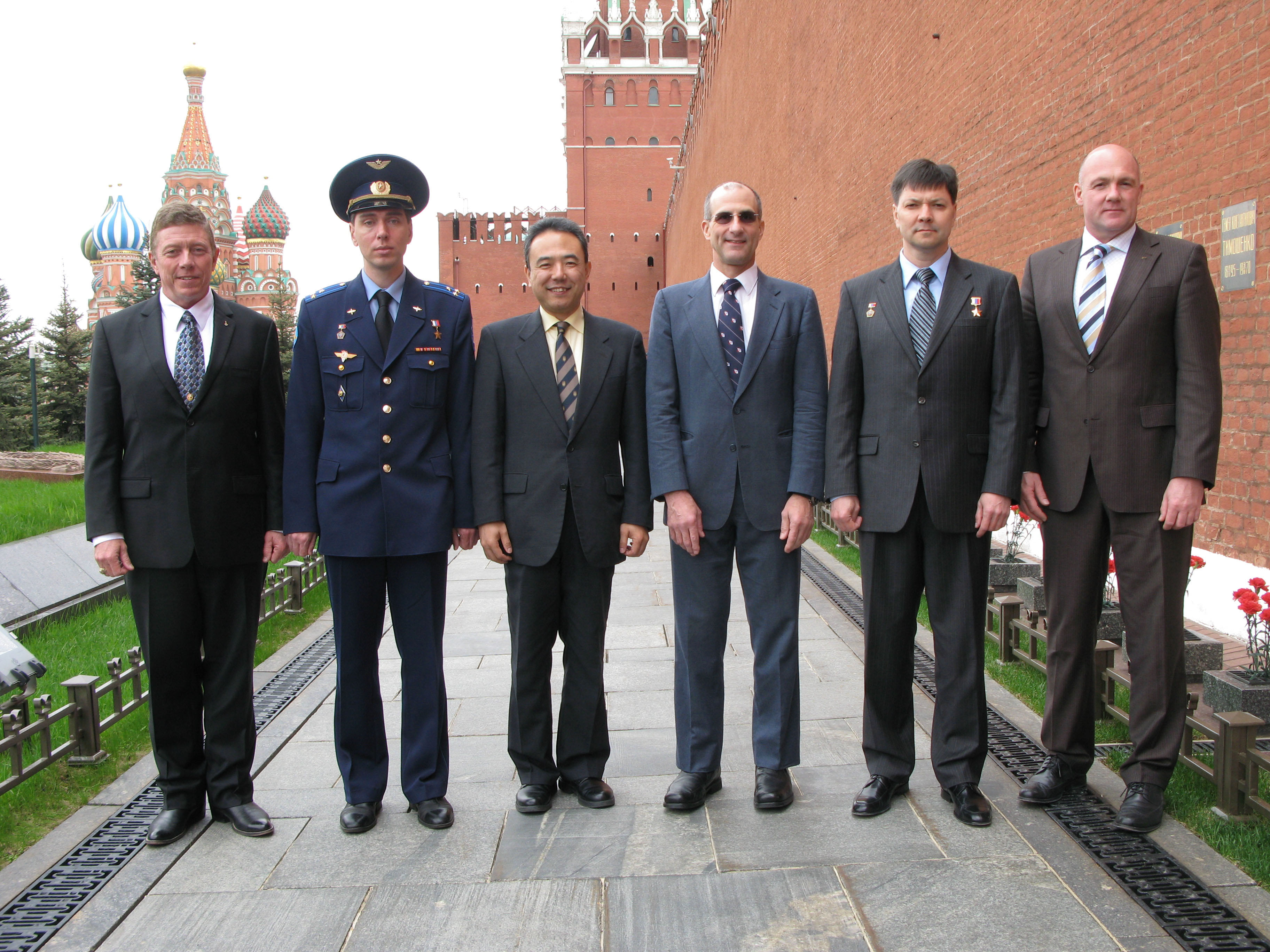
فضانوردان اصلی و پشتیبان تی‌ام‌ای-۲ام
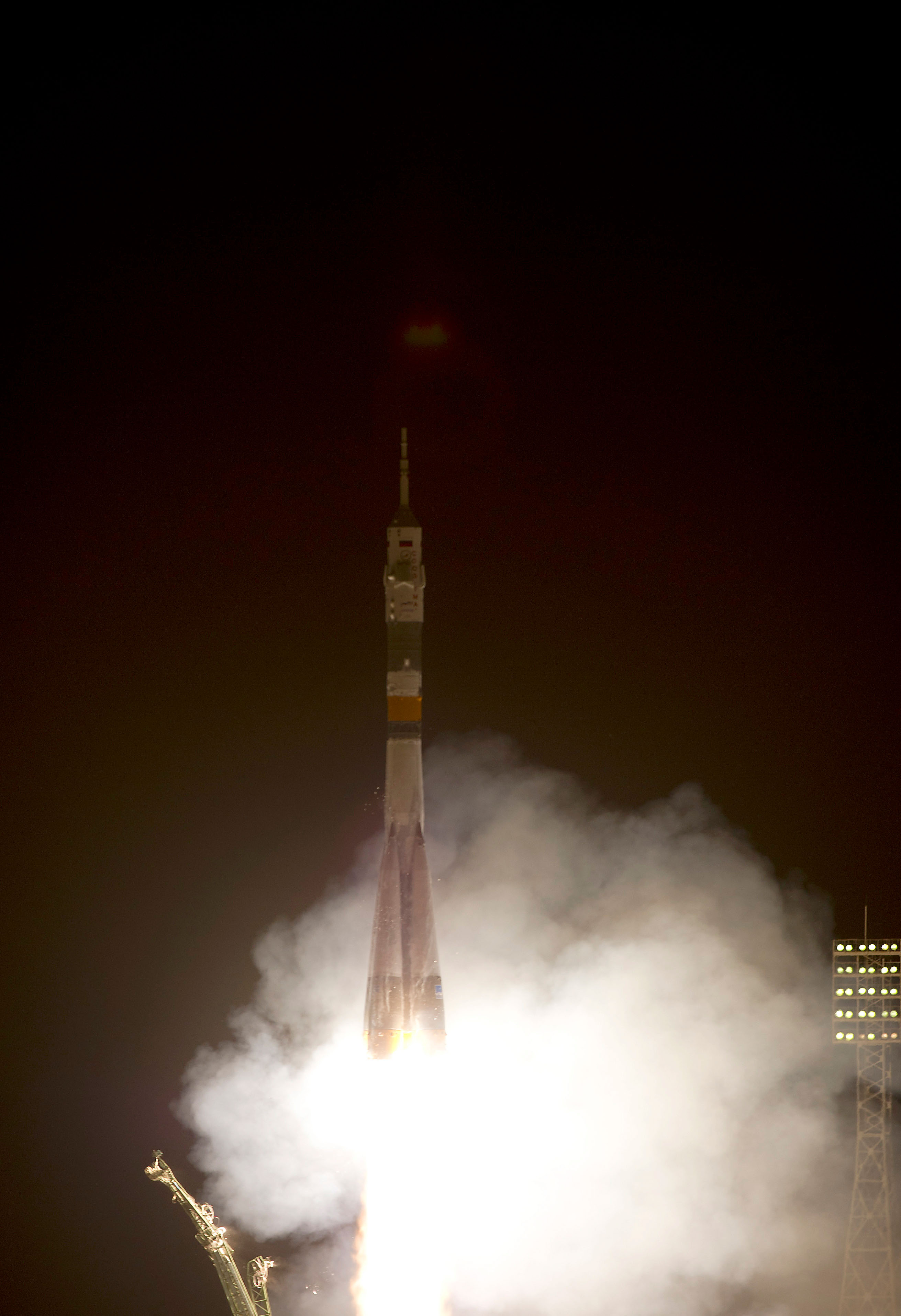
پرتاب تی‌ام‌ای-۲ام
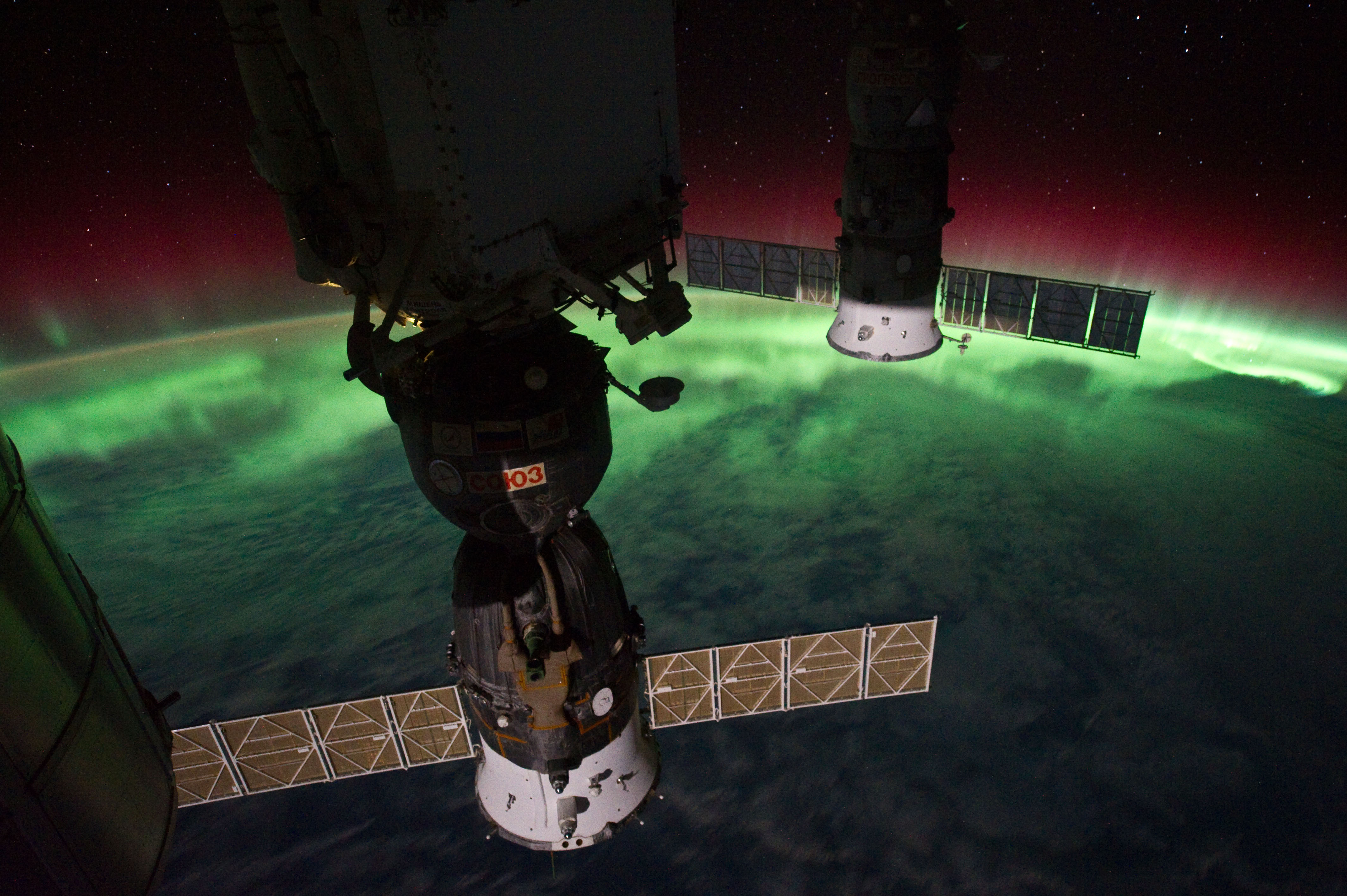
تی‌ام‌ای-۲ام متصل به ایستگاه
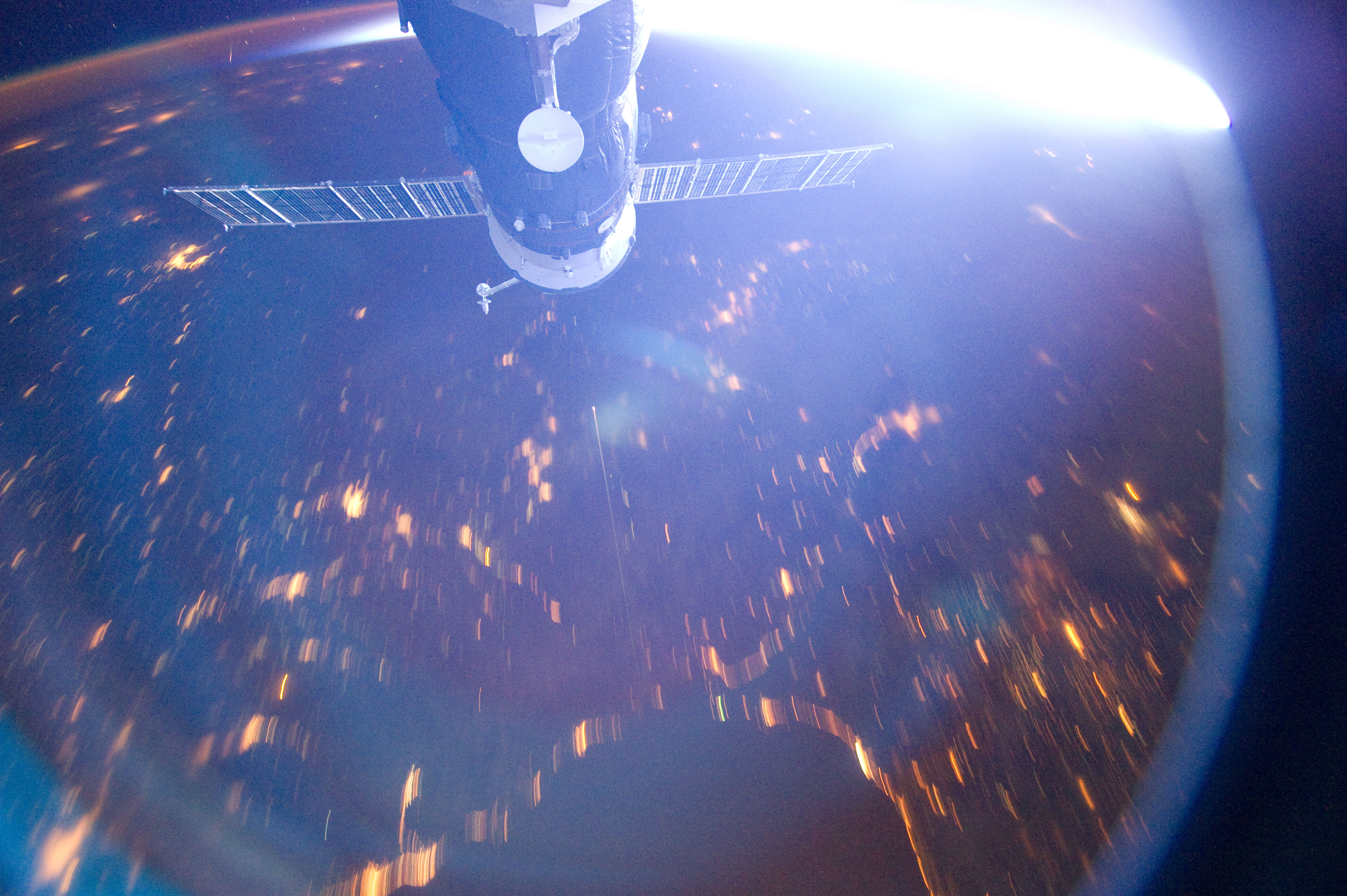
تی‌ام‌ای-۲ام در راه بازگشت به زمین
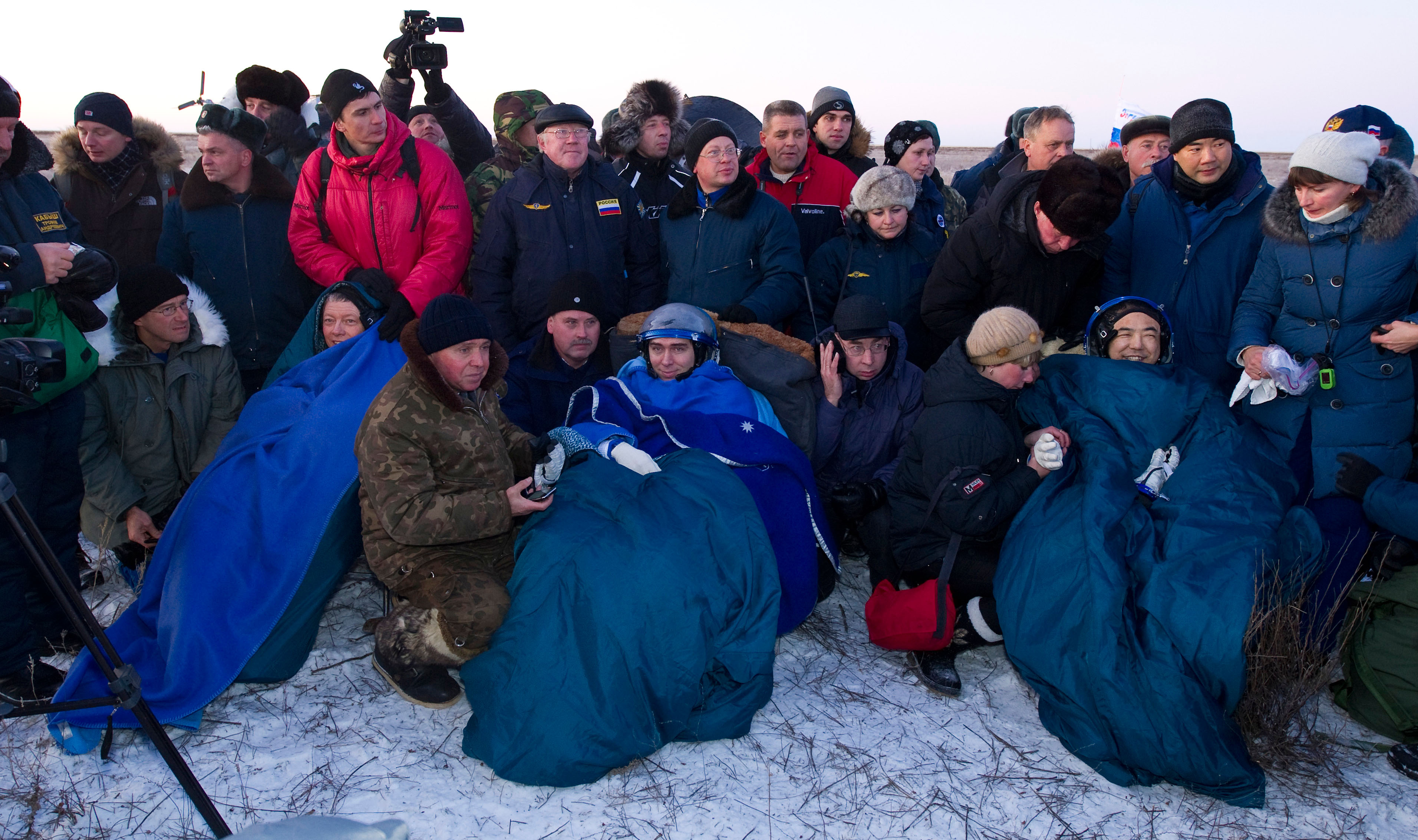
فرود تی‌ام‌ای-۲ام